# Colobothea scolopacea
Colobothea scolopacea là một loài bọ cánh cứng trong họ Cerambycidae.